# Втрати 14-ї артилерійської бригади «Кальміус»
У статті наведено подробиці втрат 14-ї артилерійської бригади «Кальміус»,  збройного формування 1-го армійського корпусу окупаційних військ РФ на Донбасі.

## Війна на сході України
| п/п | Ім'я                                      | Звання, посада                                   | Місце смерті                                   | Дата народження | Дата смерті |
| --- | ----------------------------------------- | ------------------------------------------------ | ---------------------------------------------- | --------------- | ----------- |
| 1.  | Чоботов Олег Геннадійович-«Боцман»        | санітарний інструктор                            | Нетайлове, Донецька область                    | 22.03.1968      | 20.07.2014  |
| 2.  | Єлисеєв Олег Миколайович                  |                                                  | поблизу м. Шахтарськ, Донецька область         | 01.01.1972      | 27.07.2014  |
| 3.  | Смоляров Володимир Вікторович-«Білий»     |                                                  | поблизу м. Шахтарськ, Донецька область         | 05.05.1958      | 27.07.2014  |
| 4.  | Аксьонов Михайло Михайлович               |                                                  | поблизу с. Дібрівка, Донецька область          | 19.12.1985      | 28.07.2014  |
| 5.  | Борисов Петро Олександрович-«Лисий»       |                                                  | поблизу с. Дібрівка, Донецька область          | 18.06.1958      | 28.07.2014  |
| 6.  | Гейко Василь Володимирович-«Музикант»     |                                                  | Дібрівка, Донецька область                     | 19.09.1959      | 28.07.2014  |
| 7.  | Абеляшев Олександр Миколайович-«Старий»   |                                                  | поблизу м. Шахтарськ, Донецька область         | 12.04.1956      | 27.07.2014  |
| 8.  | Стасенко Віталій Миколайович              |                                                  | поблизу м. Шахтарськ, Донецька область         | 22.11.1959      | 27.07.2014  |
| 9.  | Павлюк Олександр Анатолійович-«Скорпіон»  |                                                  | поблизу смт. Пантелеймонівка, Донецька область | 17.11.1995      | 05.08.2014  |
| 10. | Великий Ілля Леонідович                   |                                                  | Степанівка, Донецька область                   | 02.08.1992      | 14.08.2014  |
| 11. | Капранов Костянтин Олексійович ("Космос") |                                                  | Степанівка, Донецька область                   | 18.03.1965      | 14.08.2014  |
| 12. | Наконечний Віталій В'ячеславович («Тяпа») |                                                  | Степанівка, Донецька область                   | 13.04.1977      | 14.08.2014  |
| 13. | Бахрієв Акмал Анварович                   | розвідник, командир 3 відділення підрозділу Асса | Оленівка, Донецька область                     | 24.08.1969      | 24.08.2014  |
| 14. | Биков Микола В'ячеславович («Череп»)      |                                                  | Оленівка, Донецька область                     | 19.10.1969      | 24.08.2014  |
| 15. | Гришин Дмитро Володимирович («Гриша»)     |                                                  | Оленівка, Донецька область                     | 19.05.1972      | 24.08.2014  |
| 16. | Коваленко Роман Станіславович («Павук»)   |                                                  | Оленівка, Донецька область                     | 01.08.1970      | 24.08.2014  |
| 17. | Коротич Олександр Володимирович («Санс»)  |                                                  | Оленівка, Донецька область                     | 08.01.1970      | 24.08.2014  |
| 18. | Кострицький Дмитро Володимирович («Туча») |                                                  | Оленівка, Донецька область                     | 09.11.1979      | 24.08.2014  |
| 19. | Краснощок Олексій Петрович («Большой»)    |                                                  | Оленівка, Донецька область                     | 10.04.1975      | 24.08.2014  |
| 20. | Краснощок Андрій Петрович («Червоний»)    |                                                  | Оленівка, Донецька область                     | 28.06.1972      | 24.08.2014  |
| 21. | Леженін Едуард Велерійович («Бедик»)      |                                                  | Оленівка, Донецька область                     | 23.09.1968      | 24.08.2014  |
| 22. | Манжай Олексій Вікторович                 |                                                  | Оленівка, Донецька область                     | 14.01.1981      | 24.08.2014  |
| 23. | Мащенко Михайло Федорович («Мішаня»)      |                                                  | Оленівка, Донецька область                     | 17.10.1967      | 24.08.2014  |
| 24. | Пашкевич Сергій Олександрович («Чиж»)     |                                                  | Оленівка                                       | 28.04.1972      | 24.08.2014  |
| 25. | Романцов Сергій Сергійович («Рамзес»)     |                                                  | Оленівка                                       | 13.06.1987      | 24.08.2014  |
| 26. | Свіріпа Леонід Анатолійович («Моряк»)     |                                                  | Оленівка                                       | 16.09.1972      | 24.08.2014  |
| 27. | Черьомухін Альберт Васильович             |                                                  | Оленівка                                       | 07.11.1981      | 24.08.2014  |
| 28. | Шербаков Олег Володимирович («Щербак»)    |                                                  | Оленівка                                       | 09.01.1967      | 24.08.2014  |